# E607
E607 eller Europaväg 607 är en europaväg som går mellan Chalon-sur-Saône och Digoin i Frankrike. Längd cirka 90 km.

## Sträckning
Chalon-sur-Saône - Paray-le-Monial - Digoin
Vägen slutar enligt konventionen i Digoin, även om det vore naturligare att ange Paray-le-Monial (ungefär lika stor) där E607 ansluter till E62.

## Standard
Vägen är landsväg hela sträckan. 

## Anslutningar till andra europavägar
- E15
- E21
- E62